# Arquitetura historicista

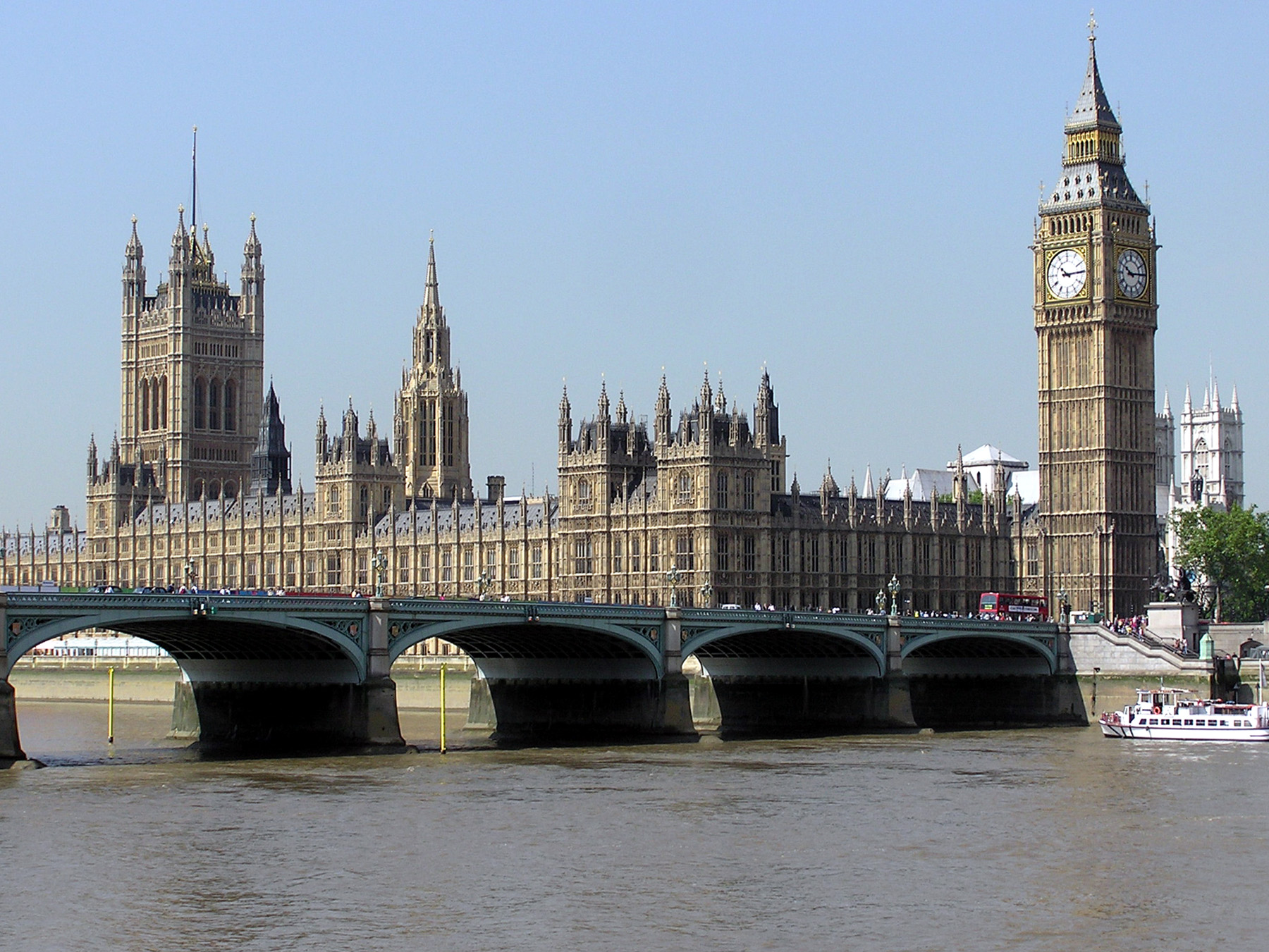
Casas do parlamento britânico e torre do relógio (1836-1852), representantes do neogótico britânico.

A arquitetura historicista ou historicismo (em alemão: Historismus) compreende estilos artísticos que se inspiram na recriação de estilos históricos ou na imitação do trabalho de artistas e artesãos históricos. Isso é especialmente comum na arquitetura, onde existem muitos estilos diferentes de arquitetura renascentista, que dominaram a arquitetura de grandes edifícios no século XIX. Por meio de uma combinação de estilos diferentes ou da implementação de novos elementos, o historicismo pode criar uma estética completamente diferente dos estilos anteriores. Assim, oferece uma grande variedade de designs possíveis.

## Visão geral
Na história da arte, depois do Neoclassicismo, que na época romântica poderia ser considerado um movimento historicista, o século XIX incluiu uma nova fase historicista caracterizada por uma interpretação não apenas do classicismo grego e romano, mas também de épocas estilísticas sucessivas, que foram cada vez mais respeitadas. Em particular na arquitetura e no gênero da pintura histórica, em que os assuntos históricos foram tratados com grande atenção aos detalhes precisos do período, a influência global do historicismo foi especialmente forte a partir da década de 1850. A mudança está muitas vezes relacionada com a ascensão da burguesia durante e após a Revolução Industrial. No final do século, no fin de siècle, o Simbolismo e a Art Nouveau, seguidos pelo Expressionismo e pelo Modernismo, agiram para fazer o Historicismo parecer desatualizado, embora muitas grandes encomendas públicas continuassem no século XX. O estilo Arts & Crafts conseguiu combinar um historicismo vernacular mais solto com elementos da Art Nouveau e outros estilos contemporâneos.
A influência do historicismo permaneceu forte até a década de 1950 em muitos países. Quando a arquitetura pós-moderna se tornou amplamente popular durante a década de 1980, seguiu-se um estilo neo-histórico, que ainda é proeminente e pode ser encontrado em todo o mundo, especialmente em edifícios representativos e de classe alta.

## Estilos
- Neoclassicismo
- Neogótico
- Neomanuelino
- Neocolonial
- Neo-renascença
- Neo-românico
- Neo-islâmico
- Neobarroco